# 暮田公平
暮田 公平（くれた こうへい）は、東映アニメーション所属のアニメーション演出家、アニメーション監督。
デザイナーを経てアニメ業界に関わるようになり、『デジモンセイバーズ』『ゲゲゲの鬼太郎 (第5シリーズ)』などでの演出助手や劇場版の助監督を経て、『マリー&ガリー』で演出デビュー。『聖闘士星矢Ω』第2期後半から、長峯達也との連名で初めてシリーズディレクターを務める。

## 主な作品リスト

### テレビアニメ
- デジモンセイバーズ（2006年 - 2007年、演出助手）
- ゲゲゲの鬼太郎 (第5シリーズ)（2007年 - 2009年、演出助手）
- マリー&ガリー（2009年 - 2010年、演出）
- リングにかけろ1 -影道編-（2010年、演出）
- デジモンクロスウォーズ（2010年 - 2012年、演出）
- マリー&ガリー ver.2.0（2010年 - 2011年、演出）
- トリコ（2011年 - 2012年、演出）
- ONE PIECE（2013年 - 2015年、2018年-2022年、シリーズディレクター（第892話より、長峯達也、小牧文、伊藤聡伺と共同）演出、絵コンテ、オープニング「Super Powers」 絵コンテ・演出）
- 聖闘士星矢Ω（2013年 - 2014年、シリーズディレクター（第73話より、長峯達也と共同）、演出、絵コンテ）
- デュエル・マスターズVS（2014年、演出、絵コンテ）
- ワールドトリガー（2014年、演出、絵コンテ）
- Go!プリンセスプリキュア（2015年、演出、絵コンテ）
- 魔法つかいプリキュア!（2016年、演出、絵コンテ）
- キラキラ☆プリキュアアラモード（2017年、シリーズディレクター（貝澤幸男と共同）、演出、絵コンテ）
- 逃走中 グレートミッション（2023年、シリーズディレクター（貝澤幸男と共同））

### 劇場アニメ
- デジモンセイバーズ THE MOVIE 究極パワー! バーストモード発動!!（2006年、助監督）
- 劇場版 ゲゲゲの鬼太郎 日本爆裂!!（2008年、助監督）
- トリコ 3D 開幕!グルメアドベンチャー!!（2011年、助監督）
- ONE PIECE FILM Z（2012年、助監督、絵コンテ（長峯達也と共同））
- ドラゴンボールZ 復活の「F」（2015年、演出）

### その他
- ゲゲゲの女房（2010年、アニメパート演出[2]）
- デジモンワールド リ:デジタイズ（2012年、OP演出）